# Kablovi (Čelinac, BiH)
Kablovi je naseljeno mjesto u sastavu općine Čelinac, Republika Srpska, BiH.

## Stanovništvo
| Kablovi            |               |
| godina popisa      | 1991.         |
| Srbi               | 268 (91,16 %) |
| Hrvati             | 1 (0,34%)     |
| Muslimani          | 7 (2,38%)     |
| Jugoslaveni        | 12 (4,08%)    |
| ostali i nepoznato | 6 (2,04%)     |
| ukupno             | 294           |